# Christophe Grégoire
Christophe Grégoire (Liège, 1980. április 20. –) belga labdarúgó, a Sprimont-Comblain Sport középpályása.